# Castel Denno
Castel Denno, o Castel Enno era un castello medievale, ormai scomparso, che si trovava di fronte al paese di Denno, in provincia di Trento.

## Storia
La prima attestazione di un castrum de Heno compare nel 1217 quando Giacomo, Ropreto e Ottolino, figli di Olurandino de Eno cedono al principe vescovo Federico Vanga il castello e la fortificazione di Castel Corona, di cui ne sono immediatamente reinvestiti in titolo di feudo, ottenendo anche una licenza di edificazione di torri e mura per le medesime strutture. 
Nel 1281 è menzionato il dominus Nicolaus quale erede di Ropreto "de castro Eny", che però si dice residente a Castel Nanno. Alla fine del XIV secolo il castello passò nelle mani dei Thun, come conferma un’investitura del 1387 da parte del principe vescovo Alberto di Ortenburg a Simeone, figlio di Pietro Thun, residente a Castel Bragher.
Già un decennio dopo i documenti informano della dismissione della fortificazione, presso la quale rimanevano dei caseggiati rustici ad uso agricolo. Tuttavia ancora nel 1478 il principe vescovo Giovanni Hinderbach investì Baldassare di Sporo di una torre "con viridario e prati annessi". Il castello torna a essere menzionato in successive investiture ai Thun nel 1680 e nel 1745.

## Descrizione
Il castello oggi risulta scomparso, tuttavia sul "Doss dei Ricci", posto di fronte al paese di Denno e tradizionalmente riconosciuto come sito della fortificazione, sono visibili alcune depressioni del terreno e dei cumuli di pietrame da costruzione.